# 아세토아세트산
아세토아세트산(영어: acetoacetic acid)은 화학식이 CH3COCH2COOH인 유기 화합물이다. β-케토뷰티르산(영어: β-ketobutyric acid), β-케토뷰탄산(영어: β-ketobutanoic acid), 3-옥소뷰티르산(영어: 3-oxobutyric acid), 3-옥소뷰탄산(영어: 3-oxobutanoic acid)이라고도 한다. 아세토아세트산은 가장 단순한 β-케토산이며, 이 부류의 다른 화합물들과 마찬가지로 불안정하다. 매우 안정한 메틸 에스터 및 에틸 에스터는 염료의 전구체로 산업적으로 대규모로 생산된다. 아세토아세트산은 약산이다.

## 생화학
전형적인 생리 조건 하에서 아세토아세트산은 그의 짝염기인 아세토아세테이트(영어: acetoacetate)로 존재한다.
아세토아세트산은 간의 미토콘드리아에서 아세토아세틸-CoA로부터 생성된다. 먼저, 아세토아세틸-CoA는 다른 아세틸-CoA로부터 아세틸기를 첨가하여 β-하이드록시 β-메틸글루타릴-CoA(HMG-CoA)를 형성한 다음, 이것에서 아세틸-CoA가 떨어져 나와 아세토아세트산을 생성한다. 아세토아세틸-CoA는 지방산의 β 산화의 마지막 주기에서 생성되거나 싸이올레이스에 의해 촉매되는 반응에서 2분자의 아세틸-CoA로부터 생성될 수 있다.
포유류에서 간에서 생성되는 아세토아세트산(다른 두 가지 케톤체와 함께)은 단식, 운동 또는 제1형 당뇨병을 앓는 동안 에너지원으로 혈류로 방출된다. 먼저, 석시닐-CoA로부터 CoA가 효소적으로 아세토아세트산으로 전달되어 다시 아세토아세틸-CoA로 전환되고, 아세토아세틸-CoA는 싸이올레이스에 의해 2분자의 아세틸-CoA로 분해되고, 아세틸-CoA는 시트르산 회로로 들어간다. 심근과 콩팥 겉질은 포도당보다 아세토아세트산을 선호한다. 뇌는 단식 또는 당뇨병으로 인해 포도당 수치가 낮을 때 아세토아세트산을 사용한다.

## 합성 및 특성
아세토아세트산은 다이케텐의 가수분해에 의해 제조될 수 있다. 아세토아세트산의 에스터는 다이케텐과 알코올 사이의 반응을 통해 유사하게 생성되며, 아세토아세트산은 이들 화합물의 가수분해에 의해 제조될 수 있다. 일반적으로 아세토아세트산은 0 °C에서 생성되고, 즉시 현장에서 사용된다. 아세토아세트산은 적당한 속도로 다음과 같이 아세톤과 이산화 탄소로 분해된다.
CH3C(O)CH2CO2H  →  CH3C(O)CH3  +  CO2
산의 형태는 37 °C의 물에서 140분의 반감기를 갖는 반면, 염기의 형태(음이온)는 130시간의 반감기를 갖는다. 염기의 형태는 약 55배 더 느리게 반응한다. 아세토아세트산은 pKa가 3.58인 약산(대부분의 알킬 카복실산과 유사)이다.
아세토아세트산은 케토-엔올 호변 이성질화를 나타내며, 엔올 형태는 확장된 컨쥬게이션 및 분자 내 수소 결합에 의해 부분적으로 안정화된다. 평형은 용매에 강하게 의존하는 데, 극성 용매(물에서는 98%)에서는 케토형이 지배적이며, 비극성 용매에서는 엔올형이 25~49%를 차지한다.
|  |

## 적용
아세토아세트산 에스터는 아세토아세틸화 반응에 사용되며, 이는 아릴라이드 옐로우 및 다이아릴라이드 안료의 제조에 널리 사용된다. 에스터가 이 반응에서 사용될 수 있지만, 다이케텐은 또한 아세토아세틸화라고 불리는 과정에서 알코올 및 아민과 상응하는 아세토아세트산 유도체와 반응한다. 예를 들어, 4-아미노인데인과의 반응은 다음과 같다.
|  |

## 탐지

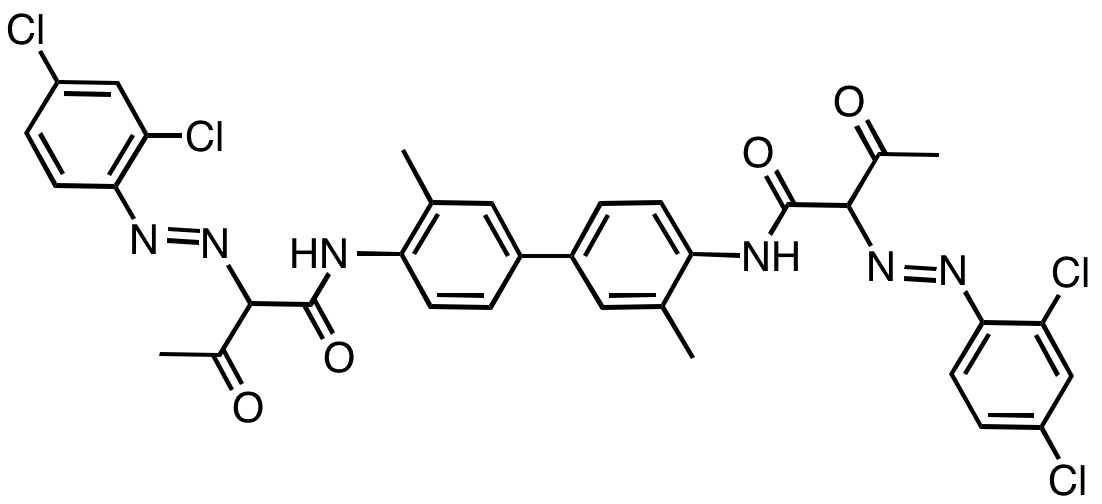
안료 황색 16은 아세토아세틸기를 가지고 있는 전형적인 염료이다.

아세토아세트산은 당뇨병 환자의 소변에서 케톤산증을 검사하고 케톤체생성성 식이요법 또는 저탄수화물 식이요법을 하는 사람들을 모니터링하기 위해 측정된다. 이는 나이트로프루사이드 또는 유사한 시약으로 코팅된 딥스틱을 사용하여 수행된다. 아세토아세트산의 짝염기인 아세토아세테이트의 존재 하에서 나이트로프루사이드는 분홍색에서 보라색으로 변하고, 색의 변화는 육안으로 등급이 매겨진다. 이 검사에서는 신체에서 가장 풍부한 케톤인 β-하이드록시뷰티르산을 측정하지 않는다. 케톤산증의 치료 동안, β-하이드록시뷰티르산은 아세토아세트산으로 전환되기 때문에 치료가 시작된 후에는 검사가 유용하지 않으며 진단시 거짓으로 낮을 수 있다.
젖소에서도 케톤증을 검사하기 위해 비슷한 검사법이 사용된다.

## 같이 보기
- 아세토아세틸-CoA
- 3-하이드록시뷰티르산 탈수소효소
- 케토뷰티르산
- α-케토뷰티르산